# WTA de Rabat
O WTA de Rabat – ou Grand Prix Son Altesse Royale La Princesse Lalla Meryem, atualmente – é um torneio de tênis profissional feminino, de categoria WTA 250.
Realizado em Rabat, no norte de Marrocos, estreou desde 2005, teve um hiato, e retornou em 2016. Os jogos são disputados em quadras de saibro durante o mês de maio.

## Finais

### Simples
| Ano                                                                | Campeã                   | Vice-campeã         | Resultado     |
| ------------------------------------------------------------------ | ------------------------ | ------------------- | ------------- |
| 2025                                                               | Maya Joint               | Jaqueline Cristian  | 6–3, 6–2      |
| 2024                                                               | Peyton Stearns           | Mayar Sherif        | 6–2, 6–1      |
| 2023                                                               | Lucia Bronzetti          | Julia Grabher       | 6–4, 5–7, 7–5 |
| 2022                                                               | Martina Trevisan         | Claire Liu          | 6–2, 6–1      |
| Torneio não realizado em 2021 e 2020 devido à pandemia de COVID-19 |                          |                     |               |
| 2019                                                               | Maria Sakkari            | Johanna Konta       | 2–6, 6–4, 6–1 |
| 2018                                                               | Elise Mertens            | Ajla Tomljanović    | 6–2, 7–64     |
| 2017                                                               | Anastasia Pavlyuchenkova | Francesca Schiavone | 7–5, 7–5      |
| 2016                                                               | Timea Bacsinszky         | Marina Erakovic     | 6–2, 6–1      |
| Torneio não realizado entre 2015 e 2007                            |                          |                     |               |
| 2006                                                               | Meghann Shaughnessy      | Martina Suchá       | 6–2, 3–6, 6–3 |
| 2005                                                               | Nuria Llagostera Vives   | Zheng Jie           | 6–4, 6–2      |

### Duplas
| Ano                                                                | Campeãs                                         | Vice-campeãs                                  | Resultado         |
| ------------------------------------------------------------------ | ----------------------------------------------- | --------------------------------------------- | ----------------- |
| 2025                                                               | Maya Joint Oksana Kalashnikova                  | Angelica Moratelli Camilla Rosatello          | 6–3, 7–5          |
| 2024                                                               | Irina Khromacheva Yana Sizikova                 | Anna Danilina Xu Yifan                        | 6–3, 6–2          |
| 2023                                                               | Sabrina Santamaria Yana Sizikova                | Ingrid Gamarra Martins Lidziya Marozava       | 3–6, 6–1, [10–8]  |
| 2022                                                               | Eri Hozumi Makoto Ninomiya                      | Monica Niculescu Alexandra Panova             | 76–7, 6–3, [10–8] |
| Torneio não realizado em 2021 e 2020 devido à pandemia de COVID-19 |                                                 |                                               |                   |
| 2019                                                               | María José Martínez Sánchez Sara Sorribes Tormo | Georgina García Pérez Oksana Kalashnikova     | 7–5, 6–1          |
| 2018                                                               | Anna Blinkova Raluca Olaru                      | Georgina García Pérez Fanny Stollár           | 6–4, 6–4          |
| 2017                                                               | Tímea Babos Andrea Hlaváčková                   | Nina Stojanović Maryna Zanevska               | 2–6, 6–3, [10–5]  |
| 2016                                                               | Xenia Knoll Aleksandra Krunić                   | Tatjana Maria Raluca Olaru                    | 6–3, 6–0          |
| Torneio não realizado entre 2015 e 2007                            |                                                 |                                               |                   |
| 2006                                                               | Yan Zi Zheng Jie                                | Ashley Harkleroad Bethanie Mattek             | 6–1, 6–3          |
| 2005                                                               | Émilie Loit Barbora Strýcová                    | Lourdes Domínguez Lino Nuria Llagostera Vives | 3–6, 7–65, 7–5    |